# Pagonda
Pagonda, figlio di Eolada (in greco antico: Παγώνδας?, Pagóndas; ... – dopo il 424 a.C.), è stato un militare greco antico, famoso per aver introdotto un'importante innovazione nella falange oplitica, che sarà in seguito perfezionata da Epaminonda nella falange obliqua.

## Biografia
Delle origini di Pagonda si sa pochissimo; l'unica informazione a noi giunta, grazie a Pindaro, è che proveniva da una nobile famiglia tebana.

### Preparazione alla battaglia
Quando Pagonda era beotarca, nel 424 a.C. (durante la guerra del Peloponneso), gli Ateniesi decisero di prendere Delio. Dopo aver fortificato la città, le truppe ricevettero l'ordine di tornare in Attica, e le truppe leggere vi andarono immediatamente; i fanti pesanti, invece, si fermarono vicino al paese per aspettare il loro generale Ippocrate.
Nel frattempo le forze beote si riunirono a Tanagra; la maggior parte dei Beoti non avrebbe voluto attaccare gli Ateniesi, ma Pagonda, che era uno dei due beotarchi e comandante in capo, riuscì con un abile discorso a convincere i suoi soldati a combattere.

### La battaglia di Delio
Nel pomeriggio, Pagonda lanciò contro gli Ateniesi alla massima velocità gran parte delle sue truppe, staccando un piccolo contingente incaricato di occuparsi della cavalleria di Ippocrate. Quando ebbe raggiunto un punto in cui era separato dal nemico solo da una collina, Pagonda dispose il suo esercito per la battaglia, e quando raggiunse la cima del rilievo gli Ateniesi non erano ancora ben schierati; quando le truppe tebane si fermarono a rifiatare, Pagonda tenne loro un secondo discorso di incitamento.
Nella battaglia che seguì, lo schieramento tebano (composto da 25 file, invece che dalle normali 8) resistettero valorosamente, fino a quando l'arrivo dei due squadroni di cavalleria, che Pagonda aveva mandato ad aiutare l'ala destra, gettò gli Ateniesi nella confusione più totale, costringendoli a ritirarsi rovinosamente; infatti, 17 giorni dopo la battaglia, i Beoti ripresero anche Delio.

#### Innovazioni
Lo schieramento su un maggior numero di file (25 anziché 8), ideato da Pagonda per dar maggior velocità al suo esercito, e il suo uso particolare della cavalleria, furono alla base della tattica ideata da Epaminonda, che gli permise di vincere la famosa battaglia di Leuttra (371 a.C.); questa scoperta di Pagonda, in seguito, fu anche alla base della falange macedone di Filippo II di Macedonia e di suo figlio Alessandro Magno.
Lo storico Victor Davis Hanson, nel suo libro Ripples of Battle: How Wars of the Past Still Determine How we Fight, How we Live, and How we Think, afferma che l'innovazione di Pagonda segnò addirittura una svolta per tutta la storia militare del mondo occidentale.